# Creu de terme de Sant Sebastià (Argentona)
La Creu de terme de Sant Sebastià és una obra d'Argentona (Maresme) protegida com a Bé Cultural d'Interès Local.

## Descripció
Es tracta d'una creu de terme, feta de fusta, a la part superior de la qual hi ha les escultures de fusta de la Mare de Déu de la Magrana i la de Jesucrist.
A la base del pal vertical hi ha nou escultures de sants vinculats a la vila d'Argentona. El projecte és obra d'Antoni Moragas i Gallissà, i les escultures de Jaume Clavell.
Les escultures originals estan dipositades a la casa gòtica. Les que hi ha en aquest monument són rèpliques.
Tipològicament no hi ha cap dubte que es tracta d'una creu de terme, amb tots els elements escultòrics propis d'aquesta tipologia. Malgrat tot, no se li pot aplicar la disposició addicional 1.1 de la Llei 9793 d'acord amb la Llei de l'Estat 1671985 que recull el Decret 571/1963 del Ministeri d'Educació, atès que protegeix explícitament les creus de terme anteriors al 1863.